# District scolaire de Charleroi
 (mars 2025).
 (avril 2025).
Motif : absence de sources secondaires sur cette circonscription administrative. Wikipédia n'est pas un annuaire de l'administration américaine
- Archive Wikiwix
- Bing
- Cairn
- DuckDuckGo
- E. Universalis
- Gallica
- Google
- G. Books
- G. News
- G. Scholar
- Persée
- Qwant
- (zh) Baidu
- (ru) Yandex
- (wd) trouver des œuvres sur Wikidata

| 1. | Préciser le motif de la pose du bandeau. | Précisez le motif de la pose du bandeau en utilisant la syntaxe suivante : {{admissibilité à vérifier\|date=avril 2025\|motif=remplacez ce texte par le motif}}                                     |
| 2. | Informer les utilisateurs concernés.     | Pensez à avertir le créateur de l'article, par exemple, en insérant le code ci-dessous sur sa page de discussion : {{subst:avertissement admissibilité à vérifier\|District scolaire de Charleroi}} |

[source insuffisante]
Le district scolaire de Charleroi est un district scolaire public couvrant les boroughs de Charleroi, Dunlevy, North Charleroi, Speers, Stockdale, Twilight et Fallowfield Township dans le comté de Washington, en Pennsylvanie. Le district comprend le census-designated place de Van Voorhis.

## Écoles
- Charleroi High School (9th-12th)
- Charleroi Area Middle School (6th-8th)
- Charleroi Area Elementary Center (K-5th)